# Xestia cervina
Xestia cervina är en fjärilsart som beskrevs av Moore 1867. Xestia cervina ingår i släktet Xestia och familjen nattflyn. Inga underarter finns listade i Catalogue of Life.